# Agencia de Información de los Estados Unidos
La Agencia de Información de los Estados Unidos, cuyo nombre original en inglés era United States Information Agency (USIA), fue una agencia de los Estados Unidos de América dedicada a la diplomacia. En 1999 sus funciones de radiodifusión fueron trasladadas a la recién creada Broadcasting Board of Governors, y sus funciones de información de intercambio y no radiodifusión fueron trasladas a la recién creada Subsecretaria de Estado para Diplomacia Pública y Asuntos Públicos del Departamento de Estado de los Estados Unidos. La agencia fue conocida previamente como Servicio de Información de los Estados Unidos o USIS (del inglés United States Information Service)

## Misión
En 1953 el presidente Dwight D. Eisenhower creó la Agencia de Información de los Estados Unidos. Su misión era "entender, informar, e influenciar los organismos públicos extranjeros promocionando el interés nacional, y ampliar el diálogo entre los estadounidenses, sus instituciones públicas y sus homólogos en el extranjeros. La USIA fue creada para "agilizar los programas de información en el extranjero del gobierno y hacerlos más efectivos". La USIA fue la organización de relaciones públicas más grande del mundo, gastando unos 2 billones de dólares por año dedicadas, que fue usada para destacar los puntos de vista de Estados Unidos, disminuyendo la influencia de la Unión Soviética en más de 150 países.
Sus objetivos eran:
- Explicar y defender las políticas de Estados Unidos para que fueran creíbles y comprensibles en culturas extranjeras
- Proveer información sobre las políticas oficiales de los Estados Unidos, los valores y las instituciones que influyen en estas políticas
- Traer los beneficios de los compromisos internacionales a los ciudadanos americanos e instituciones ayudándoles a construir una relación a largo plazo con sus homólogos extranjeros;
- Asesorar al Presidente y a los políticos del gobierno de la forma en la que los comportamientos en el extranjero tendrían una influencia efectiva en las políticas de los Estados Unidos.[2]

La propaganda jugó un importante papel en como los Estados Unidos eran vistos por el mundo durante la guerra fría. Los propagandistas estadounidenses sentía que la industria de Hollywood estaba destruyendo la imagen de los Estados Unidos en otros países. En respuesta al retrato negativo que de los Estados Unidos realizada la propaganda comunista la "USIA existió para proveer una visión del mundo en los Estados Unidos y para dar al mundo una visión de Estados Unidos". El propósito de la USIA dentro de los Estados Unidos era asegurar a los estadounidenses que "Los Estados Unidos estaba trabajando para tener un mundo mejor". En el extranjero, la USIA perseguía preservar una imagen positiva de Estados Unidos a pesar de las informaciones que provenían de la propaganda comunista. Un notable ejemplo fue el Proyecto Pedro, un proyecto secreto que durante los años 50 creó en México pequeños documentales que retrataban negativamente el comunismo y que mostraban a Estados Unidos de una forma positiva. Los artículos periodísticos que reflejaban los puntos de vista promovidos por la USIA eran frecuentemente firmados por personas ficticias como "Guy Sims Fitch".
Para cumplir la tarea de aconsejar al presidente y los políticos, la agencia realizaba investigaciones en la opinión pública extranjera sobre los Estados Unidos y sus políticas. La agencia hacía esto haciendo encuestas a lo largo del mundo. Los resultados eran usados en informes oficiales del gobierno.

## Divisiones y medios

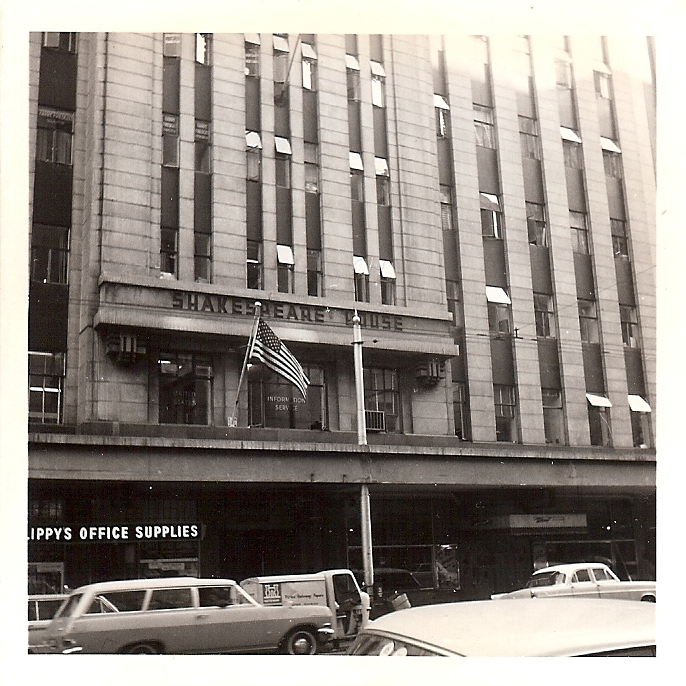
Biblioteca de la USIA en Johannesburgo, Sudáfrica, en 1965, durante el apartheid.

Desde el comienzo, Dwight Eisenhower dijo, "Las audiencias serían más receptivas al mensaje estadounidense si no pudiera identificarlo como propaganda. Materiales declarados como propagandísticos provenientes de los Estados Unidos puede convencer a unos pocos, pero los mismos puntos de vistas presentado de forma que parezcan voces independientes pueden ser más persuasivos". De acuerdo con el memorándum de Kennedu, la USIA utilizó varias tipo de medios, incluyendo el "contacto personal, radiodifusión, bibliotecas, publicación y distribución de libros, películas, televisión, exposiciones, manuales de inglés y otros. A través de estas distintas formas, el gobierno de Estados Unidos podía distribuir y ocultar la propaganda más fácilmente y así convencer a más gente.
El esfuerzo de propaganda de la USIA se repartían en cuatro grandes divisiones:
- Radiodifusión de información tanto en los Estados Unidos como en el extranjero. Una de las formas más usadas de los medios al comienzo de la guerra fría fue la radio. La Ley Smith-Mundt autorizaba programas de información.[10] La Voz de América inicialmente fue pensada como una visión imparcial y equilibrada "Voz de América" que emitió en la Segunda Guerra Mundial. Durante la guerra fría fue administrada por la USIA y fue usada para "contar historias de América...a oyentes privados de información detrás de telón de acero".[1] En 1967, la VOA era emitida en 38 idiomas para hasta 26 millones de oyentes.[4]
- Bibliotecas y exposiciones. La Ley Smith-Mundt y la Ley Fulbright-Hays Act de 1961 autorizaban intercambios educativos y culturales internacionales. Por ejemplo el Programa Fulbright era un gran destinatario de los recursos de la USIA. Para garantizar que estos programas seguían las directrices, había una serie de expertos culturales y educativos
- Publicaciones. En las primeras dos décadas la USIA publicó 60 revistas, periódicos y otra publicaciones periódicas, totalizando casi 30 millones de copias anuales, en 28 idiomas.[4]
- Películas'. Después de que la USIA falló en sus intentos de colaborar con directores de Hollywood para que describieran a Estados Unidos desde un punto de vista positivo, la agencia empezó a producir sus propios documentales.[1]

### Esfuerzos de información y proyectos educativos de no radiodifusión
Para cuando se produjo la reorganización de la agencia en 999, los esfuerzo educativo y formativos que englobaba la USIA abarcaba un ancho rango de actividades fuera de la radiodifusión. Estas actividades se dividían en cuatro áreas :
- La agencia producía material escrito y electrónico , el más notable fue el conocido como 'Fichero de Washington File. Este material para ofrecía información como transcripciones de discursos, testimonios de congresos, artículos de oficiales de la administración, y materiales que proveían análisis de temas clave.[9]
- La agencia organizó un Programa de Especialistas y Oradores, que enviaba estadounidenses al extranjero que desarrollaban distintos roles.[9] A estos participantes se les llamaba "American Participants" o "AmParts".
- La agencia organizó unos 100 "Centros de Recursos de Información" en el extranjero, incluyendo algunas bibliotecas de acceso público en países en desarrollo.[9]
- La USIA tenía centros de prensa para el extranjero en Washington, New York, y Los Ángeles para asistir a los periodistas residentes y visitantes extranjeros, además también trabajaba en cooperación con otros centros de prensa internacionales que había en otras ciudades importantes como Chicago, Houston, Atlanta, Miami, y Seattle.[9]

Adicionalmente, empezando con la Exposición Universal de Bruselas de 1958, la USIA fue la responsable del diseño, construcción y operación de los pabellones de Estados Unidos en la mayor parte de las exposiciones universales.

## Abolición y reestructuración
La Ley de Reforma y Reestructuración de Asuntos Exteriores de 1998 y la  Ley Ómnibus de Asignaciones Suplementarias de Emergencia y Consolidadas de 1999,  eliminaron la Agencia de Información de Estados Unidos en 1999. En el momento de su eliminación su presupuesto era de 1.109 billones de dólares. Después de la reducción su plantilla en 1997 la agencia tenía 6432 empleados en los Estados Unidos, de los cuales la mitad eran civiles. Unos 1.800 trabajaban en emisiones en el extranjero, mientras aproximadamente 1.100 estaban involucrados en programas culturales y educativos de la agencia como el Programa Fulbright. Además unos 1.000 eran funcionarios del servicio exterior.
Las funciones de radiodifusión, como la Voz de América, Radio y Televisión Martí y otras emisoras del gobierno como Radio Free Europe y Radio Liberty (en el este de Europa), Radio Free Asia, se consolidaron como entidades independientes bajo la Broadcasting Board of Governors (BBG).